# Prondines
Prondines ist eine französische Gemeinde mit 273 Einwohnern (Stand 1. Januar 2022) im Département Puy-de-Dôme in der Region Auvergne-Rhône-Alpes (vor 2016 Auvergne). Die Gemeinde gehört zum Arrondissement Riom (bis 2017 Clermont-Ferrand) und zum Kanton Saint-Ours (bis 2015 Herment). 

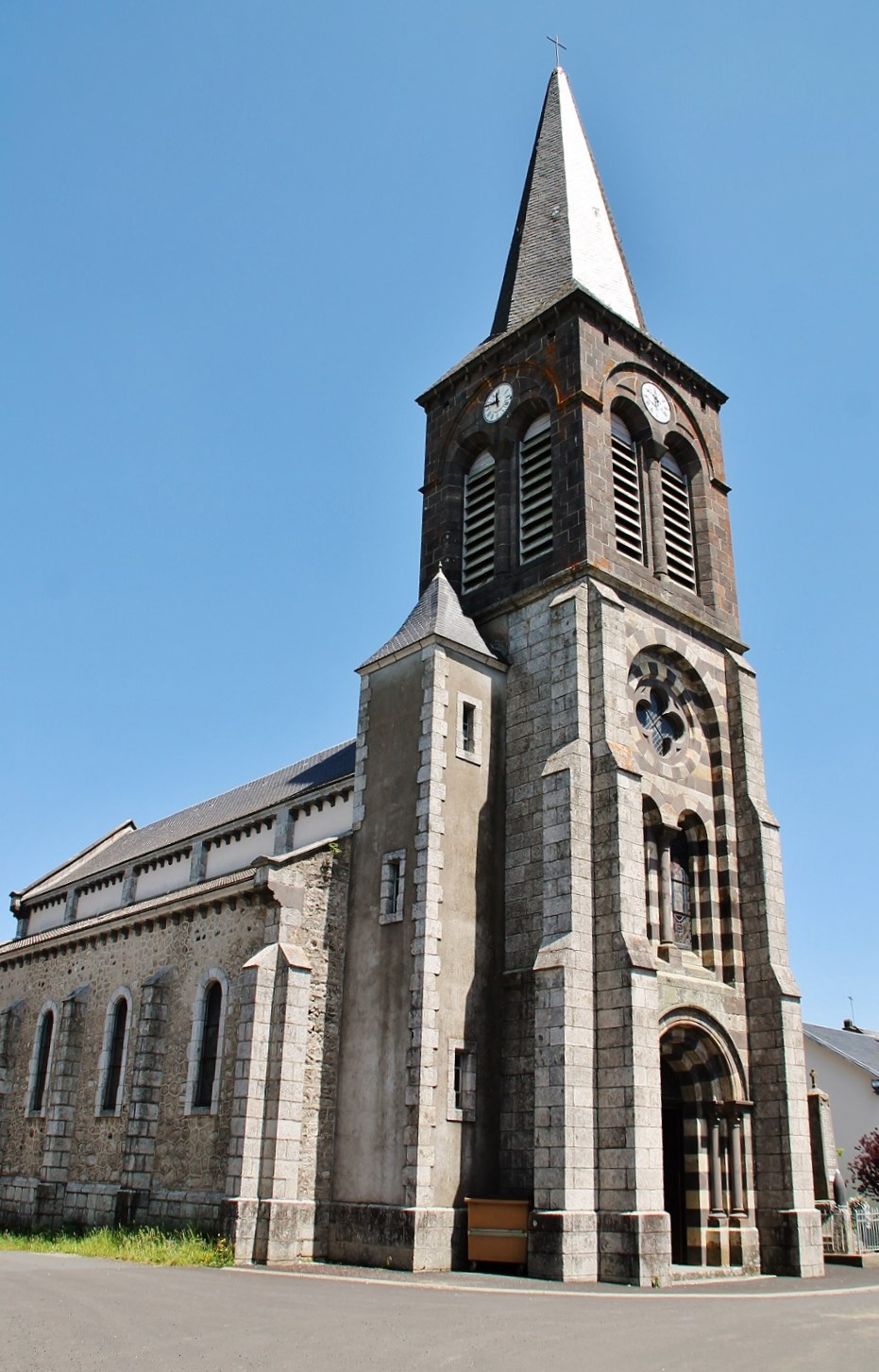
Kirche

## Lage
Prondines liegt etwa 35 Kilometer westlich von Clermont-Ferrand in der alten Kulturlandschaft der Combrailles. Das Gemeindegebiet wird vom Flüsschen Bessanton durchquert, das zum Sioulet entwässert. Umgeben wird Prondines von den Nachbargemeinden Saint-Hilaire-les-Monges im Norden, Cisternes-la-Forêt im Norden und Nordosten, Gelles im Osten, Heume-l’Église im Südosten, Briffons im Süden, Tortebesse im Süden und Südwesten, Sauvagnat im Westen sowie Puy-Saint-Gulmier im Nordwesten.

## Bevölkerungsentwicklung
| Jahr                       | 1962 | 1968 | 1975 | 1982 | 1990 | 1999 | 2006 | 2013 |
| Einwohner                  | 436  | 416  | 403  | 355  | 349  | 272  | 249  | 266  |
| Quellen: Cassini und INSEE |      |      |      |      |      |      |      |      |

## Sehenswürdigkeiten
- Kirche Saint-Cosme-et-Saint-Damien
- Kapelle von Pérol aus dem 17./18. Jahrhundert
- früheres Kloster von L’Éclache

## Weblinks

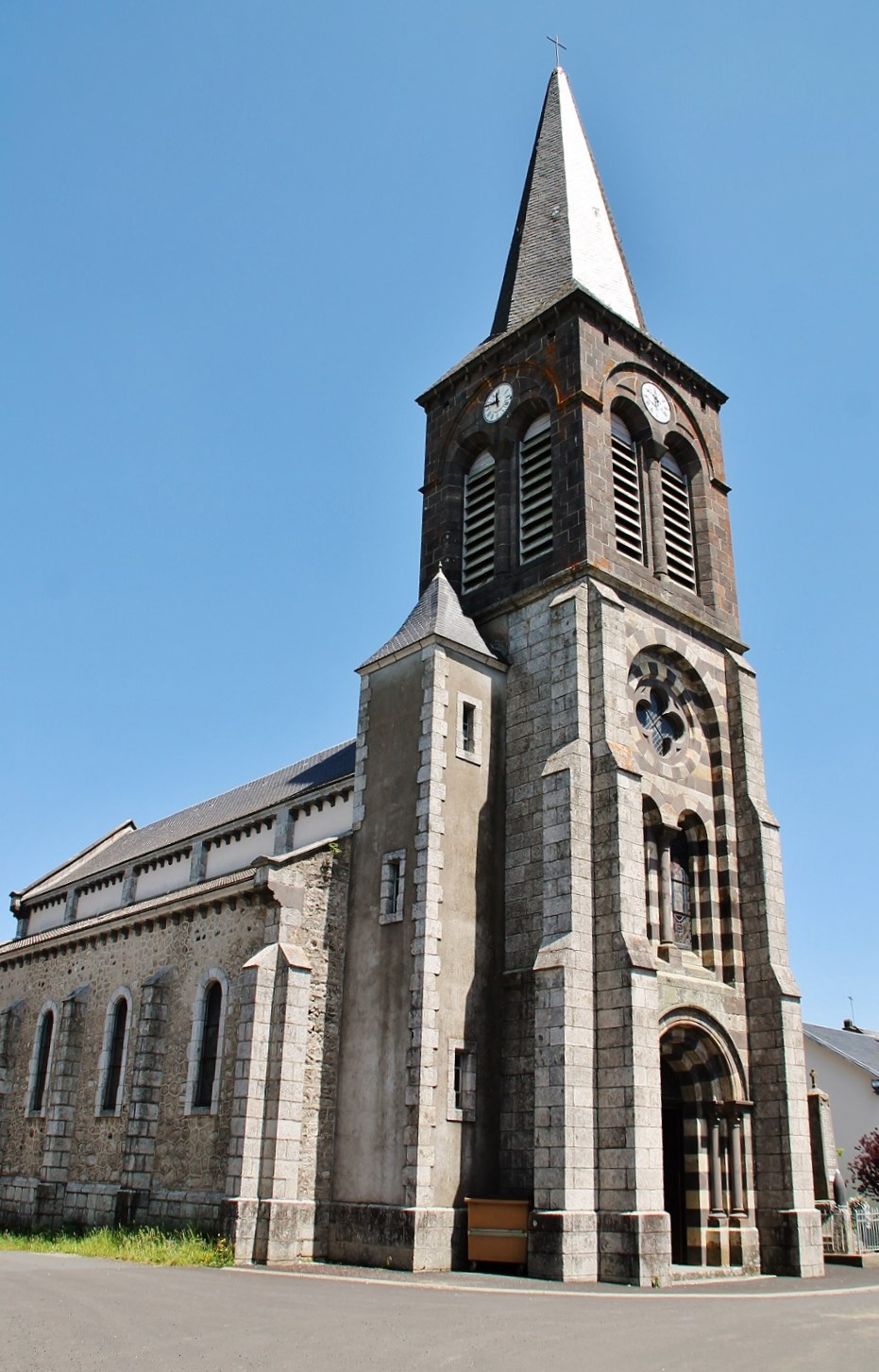
Kirche Saint-Cosme-et-Saint-Damien